# جوني لي كلاري
جوني لي كلاري (بالإنجليزية: Johnny Lee Clary)‏ هو عالم عقيدة أمريكي، ولد في 18 يونيو 1959 في مارتينز في الولايات المتحدة، وتوفي في 21 أكتوبر 2014 في باتون روج في الولايات المتحدة.

## روابط خارجية
- جوني لي كلاري على موقع CageMatch worker (الإنجليزية)